# Vector (petroliera)
La Vector è stata una petroliera battente bandiere delle Filippine che il 20 dicembre 1987 si scontrò con il traghetto passeggeri Doña Paz nello stretto di Tablas, nelle Filippine, provocando la morte di circa 4.386 passeggeri e membri dell'equipaggio delle due navi. L'incidente è considerato il più mortale disastro marittimo in tempo di pace della storia.

## Caratteristiche
La Vector era una piccola moto-petroliera, costruita a Manila, nelle Filippine, nel 1980 come Oil Nic-II, con una stazza di 629 tsl e una lunghezza di 51,7 m. La nave fu progettata per trasportare prodotti petroliferi come benzina, cherosene e Diesel. Prima del dicembre 1987, la petroliera venne acquisita da Vector Shipping Inc., di proprietà di Don Francisco Soriano, un imprenditore marittimo di Manila.

## La collisione con ilDoña Paze il naufragio
Il 19 dicembre 1987, verso le 20:00 ora locale, la Vector lasciò Limay, Bataan, in rotta verso Masbate con un equipaggio di 13 persone e carico di 8.800 barili di prodotti petroliferi spediti dal noleggiatore della nave, Caltex Philippines, ora Chevron. La mattina seguente, verso le 6:30 ora locale, il traghetto passeggeri e merci Doña Paz lasciò il porto di Tacloban diretto a Manila con 59 membri dell'equipaggio, compreso il comandante e i suoi ufficiali, e passeggeri, per un totale di 1.493 persone come indicato nell'autorizzazione della Guardia Costiera, anche se in realtà si stima che fossero ben oltre 4.000. Il Doña Paz era una nave passeggeri e da carico di proprietà e gestita da Sulpicio Lines che percorreva la rotta Manila/Tacloban/Catbalogan/Manila/Catbalogan/Tacloban/Manila.
Verso le 22:30 ora locale del 20 dicembre 1987, le due navi si scontrarono in mare aperto nelle vicinanze di Dumali Point nello stretto di Tablas tra Marinduque e Oriental Mindoro. Quando le due navi si scontrarono, il carico della Vector prese fuoco e provocò un incendio che si diffuse molto rapidamente anche sul Doña Paz, che naufragò in poche ore, mentre i prodotti petroliferi si riversarono in acqua e inquinarono il mare. Anche la Vector s'inabissò poco dopo. Due dei 13 membri dell'equipaggio a bordo della Vector (Franklin Bornilio e Reynaldo Taripe) sopravvissero, ma tutti i 58 membri dell'equipaggio del Doña Paz morirono. Il bilancio ufficiale delle vittime per il traghetto è di 1.565, anche se i rapporti indicano che la nave era estremamente sovraffollata e le morti effettive includevano altre migliaia. A seguito delle indagini, il bilancio delle vittime di passeggeri ed equipaggio di entrambe le navi è stato stimato in 4.386, pur ammettendo che solo 1.568 erano sul manifesto (ancora più del massimo autorizzato di 1.518). I 21 (o 25) sopravvissuti del traghetto dovettero nuotare, poiché non c'era tempo per calare le scialuppe di salvataggio. Furono salvati dal rogo da navi che risposero alle chiamate di soccorso. I due sopravvissuti dell'equipaggio della Vector affermarono che stavano dormendo al momento dell'incidente.

## Responsabili
Vector Shipping fu ritenuta responsabile dell'incidente, mentre la società di noleggio, Caltex, fu assolta dalla responsabilità. In una sentenza del 24 luglio 2008, la Corte Suprema delle Filippine assolse Caltex Philippines (ora Chevron) da qualsiasi responsabilità nella collisione tra Doña Paz e Vector. La decisione confermò la sentenza della corte d'appello contro Vector Shipping e il suo proprietario Francisco Soriano. Vector fu condannato a rimborsare e indennizzare Sulpicio Lines Php 800.000,00. Questo era l'importo totale dovuto alla famiglia Macasa i cui parenti erano tra i passeggeri del Doña Paz. La Corte stabilì che "La Vector non era in grado di navigare al momento dell'incidente e che la sua negligenza fu la causa della collisione che ha portato al naufragio della nave della Sulpicio Lines."
Un ex capitano riferì agli investigatori che il timone era difettoso e che ci vollero due uomini per guidarlo. Un'inchiesta ha anche rilevato che i membri dell'equipaggio della Vector non erano qualificati e che la licenza della nave era scaduta.

## Relitto
Il relitto della Vector venne trovato dalla R/V Petrel il 19 dicembre 2019. Giace in posizione verticale a una profondità di 500 metri. Il Doña Paz fu trovato a 2.200 metri di distanza nello stesso stato. Entrambi i relitti sono in buone condizioni.